# Dyestad (naturreservat)
Dyestad är ett naturreservat i Borgholms kommun i Kalmar län.
Området är naturskyddat sedan 1998 och är 6 hektar stort. Reservatet ligger i anslutning till Dyestads by och består av hagmark och ädellövskog med främst ek.                          